# De Bassie en Adriaan 24 uurs-marathon
De Bassie en Adriaan 24 uurs-marathon was een marathonuitzending van Bassie en Adriaan-afleveringen op de Nederlandse kinderzender Nickelodeon, uitgezonden op 31 december 2003 en 1 januari 2004. De marathon werd gepresenteerd door Aad van Toor als Adriaan.

## Achtergrond
Het zou voorlopig het laatste optreden van de Adriaan in zijn blauwe acrobatenpak worden. Hierna nam hij officieel afscheid van het publiek. De marathon diende als vervangende afsluiting van het duo. De geplande afscheidsvoorstellingen op 2, 3 en 4 januari 2004 werden namelijk afgelast doordat er bij Aad van Toor speekselklierkanker was geconstateerd. Aad van Toor wilde in eerste instantie stoppen omdat hij naar eigen zeggen zijn rol van acrobaat niet meer overtuigend kon neerzetten. Bas van Toor was tijdens de opnames in Las Vegas om zijn  nieuwe theatervoorstelling Beauty and the Clown met goochelaar Sylvia Schuyer voor te bereiden en is daarom niet te zien in deze uitzending.

## Verhaal
Adriaan ging tijdens het presenteren van de marathonuitzending langs bekende locaties in Vlaardingen uit de televisieseries, zoals de schuilplaats van de boeven uit Het geheim van de sleutel en De Diamant en de plek waar de leader is opgenomen van Het geheim van de schatkaart. Hiernaast verleende Ina van Toor wederom haar stem aan Robin de Robot die ook te zien is tijdens de aankondigingen. Als laatst wenste Aad van Toor de kijkers een gelukkig Nieuwjaar en bedankte hij hen voor de tienduizend brieven en kaarten die hij had gekregen tijdens zijn ziekbed.

## Uitgezonden series
- Bassie en Adriaan De verzonken stad (1989)
- Bassie en Adriaan De Geheimzinnige Opdracht (1992)
- Bassie en Adriaan De reis vol verrassingen (1994)
- Bassie en Adriaan Het geheim van de sleutel (1978)
- Tussendoor de 15-delige reeks van 5 à 10 minuten Bassie en Adriaan Liedjes uit Grootmoeders Tijd (1995-1996)

## Trivia
- De auto waarin Adriaan de locaties bezoekt is een Honda Civic Hatchback.